# Paratrachysomus
Paratrachysomus is een kevergeslacht uit de familie van de boktorren (Cerambycidae). De wetenschappelijke naam van het geslacht werd voor het eerst geldig gepubliceerd in 1984 door Monné & Fragoso.

## Soorten
Paratrachysomus is monotypisch en omvat slechts de volgende soort:
- Paratrachysomus huedepohli Monné & Fragoso, 1984